# HMS B6
HMS B6 – brytyjski okręt podwodny typu B. Zbudowany w latach 1904–1905 przez Vickers w Barrow-in-Furness, gdzie okręt został wodowany 30 listopada 1905 roku. Rozpoczął służbę w Royal Navy 3 marca 1906 roku.
Po wybuchu I wojny światowej okręty B6, B7, B8, B9, B10, B11 zostały skierowane najpierw do Gibraltaru, a następnie na Morze Śródziemne.
W 1914 roku B6 stacjonował w Gibraltarze przydzielony do HMS „Rapid”", pod dowództwem Lt. Philipa E. Phillipsa.
Z powodu braku części zamiennych od 1915 roku okręt nie brał udziału w operacjach okrętów podwodnych. 
W 1916 roku był w składzie Adriatyckiej Flotylli Okrętów Podwodnych stacjonującej w Brindisi oraz Wenecji, pod dowództwem Lt. Colina G. Macarthura. 
W 1917 roku został przekazany marynarce włoskiej Regia Marina. Okręt został przerobiony na łódź patrolową S6 i operował na Adriatyku.
W 1919 roku okręt został sprzedany firmie Messrs Francotosti Malta.